# Dolopus rubrithorax
Dolopus rubrithorax là một loài ruồi trong họ Asilidae. Dolopus rubrithorax được Macquart miêu tả năm 1838.